# Kagiso Kilego
Kagiso Kilego (* 26. September 1983) ist ein ehemaliger botswanischer Leichtathlet. Er ist spezialisiert auf den 400-Meter-Lauf.
Er trat bei den Olympischen Sommerspielen 2004 in Athen an. Mit den Teamkollegen Gaolesiela Salang, Johnson Kubisa, California Molefe und Oganeditse Moseki lief er in der 4 × 400-m-Staffel. Das Team kam auf Platz 8. Außerdem gewann er in demselben Wettbewerb mit California Molefe, Oganeditse Moseki und Johnson Kubisa bei den Afrikaspielen 2003 in Abuja mit einem nationalen Rekord von 3:02,24 min. Er war auch Mitglied im Schwimmteam von Westfield, New Jersey.